# Río Seco y Montaña 1.ª Sección
Río Seco y Montaña 1.ª Sección es una localidad del municipio de Huimanguillo ubicado en la subregión de la Chontalpa del estado mexicano de Tabasco.

## Geografía
La localidad de Río Seco y Montaña 1.ª Sección se sitúa en las coordenadas geográficas 17°56′44″N 93°23′07″O / 17.945556, -93.385278, a una elevación de 20 metros sobre el nivel del mar.

## Demografía
Según el Conteo de Población y Vivienda 2020, efectuado por el Instituto Nacional de Estadística y Geografía, la localidad de Río Seco y Montaña 1.ª Sección tiene 721 habitantes, de los cuales 338 son del sexo masculino y 383 del sexo femenino. Su tasa de fecundidad es de 2.31 hijos por mujer y tiene 176 viviendas particulares habitadas.
| Gráfica de evolución demográfica de Río Seco y Montaña 1.ª Sección entre 1970 y 2020 |
|                                                                                      |
| INEGI.                                                                               |